# Mount Gay

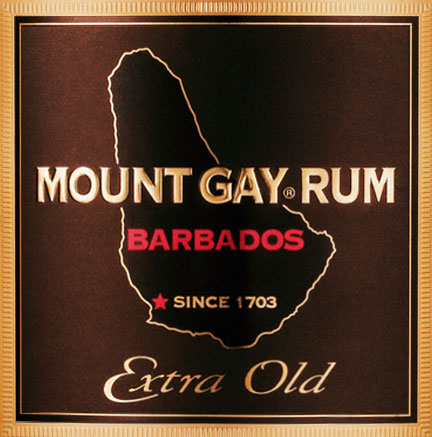
Label der Mount Gay Distilleries Ltd.

Mount Gay Distilleries Limited ist eine Rumbrennerei in Barbados in der Karibik. Nachweislich wird der Mount Gay seit 1703 produziert, weshalb er als ältester Rum der Welt vermarktet wird.
Mount Gay reift je nach Sorte zwei Jahre bis zwölf Jahre in Eichenfässern, die der Whiskeybrennerei Jim Beam abgekauft werden.
Der Name leitet sich davon ab, dass das Zuckerrohr-Anbaugebiet des Rums auf einer Erhebung namens Mount Gay in der Gegend von Saint Lucy im Norden von Barbados liegt. Der Zuckerrohranbau begann im 17. Jahrhundert, als das Gebiet noch Mount Gilboa hieß und dort fünf kleine Zuckerrohr-Plantagen gegründet wurden. Anfang des 18. Jahrhunderts kaufte William Sandiford das meiste Land und fasste es zur Plantage Mount Gilboa zusammen. Sandifords Sohn verkaufte die Plantage 1747 an John Sober. Da dieser und sein Sohn Cumberbatch die meiste Zeit in England lebten, übernahm Cumberbatchs Freund Sir John Gay Alleyne die Verwaltung der Plantage. Als Alleyne 1801 starb, wollte Cumberbatch durch Umbenennung der Plantage Alleyne ehren. Da es Mount Alleyne bereits gab, hieß die Plantage von nun an Mount Gay.
Seit 1989 gehört die Mount Gay Distilleries Ltd. zum internationalen Spirituosenkonzern Rémy Cointreau.
Mount Gay ist erhältlich in den Varianten Eclipse (ohne Altersangabe), Black Barrel (2–7 Jahre alt), XO (7–15 Jahre alt) und  1703 Master Select (ohne Altersangabe).